# Діксон (Нью-Мексико)
Діксон (англ. Dixon) — переписна місцевість (CDP) в США, в окрузі Ріо-Арріба штату Нью-Мексико. Населення — 938 осіб (2020).

## Географія
Діксон розташований за координатами 36°10′47″ пн. ш. 105°53′28″ зх. д. / 36.17972° пн. ш. 105.89111° зх. д. (36.179586, -105.891040).  За даними Бюро перепису населення США в 2010 році переписна місцевість мала площу 30,07 км², з яких 29,87 км² — суходіл та 0,20 км² — водойми.

## Демографія
Згідно з переписом 2010 року, у переписній місцевості мешкало 926 осіб у 442 домогосподарствах у складі 255 родин. Густота населення становила 31 особа/км².  Було 529 помешкань (18/км²).
Расовий склад населення:
| - 67,7 % — білих - 3,7 % — корінних американців - 0,2 % — чорних або афроамериканців - 0,1 % — азіатів - 26,3 % — осіб інших рас |

До двох чи більше рас належало 1,9 %. Частка іспаномовних становила 70,7 % від усіх жителів.
За віковим діапазоном населення розподілялося таким чином: 17,4 % — особи молодші 18 років, 58,6 % — особи у віці 18—64 років, 24,0 % — особи у віці 65 років та старші. Медіана віку мешканця становила 49,8 року. На 100 осіб жіночої статі у переписній місцевості припадало 100,4 чоловіків;  на 100 жінок у віці від 18 років та старших — 95,7 чоловіків також старших 18 років.
За межею бідності перебувало 32,4 % осіб, у тому числі 38,6 % дітей у віці до 18 років та 16,7 % осіб у віці 65 років та старших.
Цивільне працевлаштоване населення становило 277 осіб. Основні галузі зайнятості: фінанси, страхування та нерухомість — 46,9 %, будівництво — 23,5 %, роздрібна торгівля — 10,5 %, мистецтво, розваги та відпочинок — 8,3 %.